# Divize A 1973/1974
V soubojích 9. ročníku České divize A 1973/74 se utkalo 14 týmů dvoukolovým systémem podzim – jaro. Tento ročník začal v srpnu 1973 a skončil v červnu 1974.

## Nové týmy v sezoně 1973/74
Z 3. ligy – sk. A 1972/73 sestoupilo do Divize A mužstvo TJ Škoda Plzeň "B". Z krajských přeborů ročníku 1972/73 postoupilo vítězné mužstvo TJ Slovan Plzeň – Karlov ze Západočeského krajského přeboru a TJ ZVVZ Milevsko ze Jihočeského krajského přeboru.

## Výsledná tabulka
Zdroj: 
| Poř. | Tým                       | Z  | V  | R  | P  | VG | OG | B  |
| ---- | ------------------------- | -- | -- | -- | -- | -- | -- | -- |
| 1.   | TJ Slavia Karlovy Vary    | 26 | 16 | 6  | 4  | 54 | 25 | 38 |
| 2.   | VTJ Dukla Tachov          | 26 | 14 | 5  | 7  | 52 | 22 | 33 |
| 3.   | TJ Lokomotiva Plzeň       | 26 | 13 | 4  | 9  | 52 | 32 | 30 |
| 4.   | TJ ČSAD Plzeň             | 26 | 10 | 10 | 6  | 42 | 41 | 30 |
| 5.   | TJ Škoda Plzeň "B"        | 26 | 10 | 8  | 8  | 44 | 35 | 28 |
| 6.   | TJ Sokol Staňkov          | 26 | 11 | 6  | 9  | 40 | 37 | 28 |
| 7.   | TJ Tatran Prachatice      | 26 | 8  | 12 | 6  | 40 | 39 | 28 |
| 8.   | TJ ZVVZ Milevsko          | 26 | 7  | 12 | 7  | 23 | 24 | 26 |
| 9.   | TJ Škoda České Budějovice | 26 | 8  | 8  | 10 | 33 | 35 | 24 |
| 10.  | SK Mariánské Lázně        | 26 | 8  | 7  | 11 | 39 | 40 | 23 |
| 11.  | TJ ČZ Strakonice          | 26 | 9  | 5  | 12 | 29 | 42 | 23 |
| 12.  | VTJ Dukla Tábor „B“       | 26 | 9  | 4  | 13 | 32 | 33 | 22 |
| 13.  | TJ Lokomotiva Cheb        | 26 | 7  | 6  | 13 | 31 | 72 | 20 |
| 14.  | TJ Slovan Plzeň – Karlov  | 26 | 4  | 5  | 17 | 25 | 59 | 13 |

Poznámky:
- Z = Odehrané zápasy; V = Vítězství; R = Remízy; P = Prohry; VG = Vstřelené góly; OG = Obdržené góly; B = Body

|  | Postup do 3. ligy – sk. A 1974/75                |
|  | Sestup do příslušného oblastního přeboru 1974/75 |